# Astracantha muschiana
Astracantha muschiana är en ärtväxtart som först beskrevs av Karl Theodor Kotschy och Pierre Edmond Boissier, och fick sitt nu gällande namn av Dieter Podlech. Astracantha muschiana ingår i släktet Astracantha och familjen ärtväxter. Inga underarter finns listade i Catalogue of Life.